# Siganus vermiculatus
Siganus vermiculatus là một loài cá biển thuộc chi Cá dìa trong họ Cá dìa. Loài cá này được mô tả lần đầu tiên vào năm 1835.

## Từ nguyên
Từ định danh vermiculatus của loài cá này trong tiếng Latinh có nghĩa là "có vân sọc", hàm ý đề cập đến các vệt hoa văn trên cơ thể của chúng.

## Phạm vi phân bố và môi trường sống
S. vermiculatus có phạm vi phân bố khá phổ biến ở vùng biển Tây Thái Bình Dương và Đông Ấn Độ Dương. Loài cá này xuất hiện dọc theo bờ biển các nước nằm trong quần đảo Mã Lai; phía tây xuất hiện ở ngoài khơi quần đảo Andaman, phía nam Ấn Độ và Sri Lanka; xa nhất về phía đông đến Palau và Guam; phía nam giới hạn đến các quốc đảo thuộc Melanesia (Vanuatu, New Caledonia và Fiji) và phía đông bắc Úc.
Cá con ưa sống ở môi trường nước lợ, tập trung ở các đầm lầy rừng ngập mặn và khu vực cửa sông. Khi trưởng thành, chúng theo dòng thủy triều trôi ra những vùng nước nông ven bờ, gần các rạn san hô để sinh sản, ở độ sâu đến ít nhất là 20 m.

## Mô tả
Chiều dài cơ thể tối đa được ghi nhận ở S. vermiculatus là 45 cm, nhưng thường được quan sát với kích thước phổ biến là 30 cm. S. vermiculatus đặc trưng bởi các vệt đốm màu trắng xanh tạo thành hoa văn chằng chịt như mê cung trên cơ thể. Cơ thể có màu nâu. Các hàng đốm sẫm xuất hiện trên vây đuôi, vây lưng mềm và vây hậu môn. Vây ngực trong suốt. Vây bụng có gai và các tia màu vàng nâu hoặc vàng kim.
Số gai ở vây lưng: 13; Số tia vây ở vây lưng: 10; Số gai ở vây hậu môn: 7; Số tia vây ở vây hậu môn: 9; Số tia vây ở vây ngực: 16 - 17; Số gai ở vây bụng: 1; Số tia vây ở vây bụng: 5.

## Sinh thái học

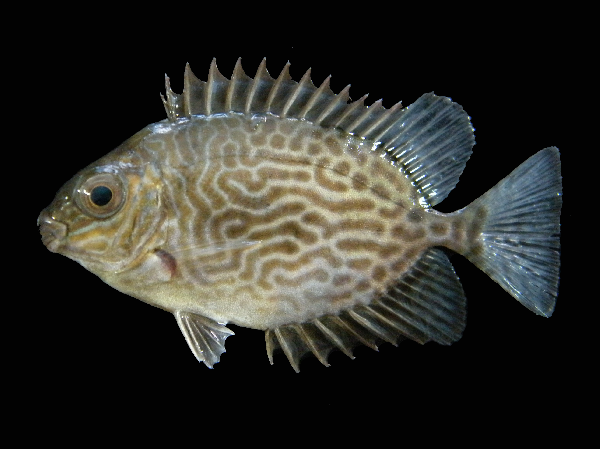
Cá con đang trưởng thành

Cá con bơi thành những đàn nhỏ (khoảng 20 cá thể). Mùa sinh sản của S. vermiculatus rơi vào mùa hè, lúc này, cá trưởng thành sẽ hợp nhóm lên đến vài trăm con để đẻ trứng. Số lượng trứng trong một lần sinh sản ước tính hơn 350.000 quả đối với một con cá cái nặng khoảng 240g. Cá bột trải qua giai đoạn biến thái hoàn toàn từ 23 đến 27 ngày sau khi nở.
Hoạt động kiếm ăn của S. vermiculatus diễn ra cả vào ban ngày lẫn ban đêm. Chúng ăn chủ yếu các loại rong tảo và rễ cây ngập mặn.
Thịt của S. vermiculatus có chất lượng rất tốt nên giá thành khá cao.